# Europäische Route Historische Theater
Die Europäische Route Historische Theater (englisch: European Route of Historic Theatres (ERHT)) ist ein Netzwerk von historisch bedeutsamen, erhaltenswerten Theatern in Europa. Die Route wurde von den Mitgliedern der Organisation „Perspectiv – Gesellschaft der historischen Theater Europas e. V.“ eingerichtet, die sich im Oktober 2003 mit dem Ziel gründete, das Kulturerbe von historischen Theatern in Europa zu erhalten. Die Route wurde auf Deutsch zunächst „Europastraße“ genannt. Inzwischen wird aber überwiegend die Bezeichnung „Europäische Route“ verwendet. Die Route verbindet Städte mit insgesamt 120 (Stand 2017) bedeutenden historischen Theatern aus der Zeit zwischen dem 16. und 19. Jahrhundert. Jede Route verbindet 9 bis 12 Städte mit großer Theatertradition.
Auf einer Landkarte von Europa versucht der Verein, die Standorte der geförderten Theater durch eine als „Straße“ zu denkende Schlangenlinie miteinander zu verbinden. Diese ist in zwölf „Routen“ aufgeteilt, die aneinander anschließen, und zwar die Iberische Route, die Französische Route, die Ärmelkanalroute, die Deutsche Route, die Nordische Route, die Baltische Route, die Schwarzmeerroute, die Adriaroute, die Kaiserroute, die Alpenroute, die Norditalienische Route und die Grand Tour-Route. Der vorgeschlagene Kurs beginnt in Lissabon (Portugal). Er führt über Spanien, Frankreich, England, Wales, Irland, Nordirland, Schottland, wiederum England, die Niederlande, Belgien, Deutschland, Schweden, Dänemark, Norwegen, wiederum Schweden, Finnland, Polen, Litauen, Lettland, nach Estland. Die theoretisch mögliche Strecke durch Russland und Belarus gehört nicht zur ERHT. Der zweite große Abschnitt der ERHT führt durch die Ukraine, Moldawien, Rumänien, Bulgarien, Griechenland, Albanien, Montenegro, Serbien, Bosnien-Herzegowina, Kroatien, Slowenien, Österreich, Ungarn, die Slowakei, wiederum Österreich, Tschechien, wiederum Deutschland, die Schweiz und Italien nach Malta. Der Kulturreisende kann (außer von Lissabon oder Malta aus) weiter vom jeweiligen Anfangs- oder Endpunkt einer einzelnen Route direkt zu einer sich anschließenden Route gelangen, wenn er das will (außer von der Baltischen zur Schwarzmeerroute oder umgekehrt). Sitz des gemeinnützigen Vereins ist Berlin.
Die „Europäische Route Historische Theater“ gehört nicht zu den Kulturwegen des Europarats.

## Geschichte
2003 wurde die „Gesellschaft der historischen Theater Europas (PERSPECTIV)“ gegründet. Die Gesellschaft hat es sich zur Aufgabe gemacht, sehens- und erhaltenswerte historische Theater einer interessierten Öffentlichkeit näher zu bringen. Diesem Zweck soll auch die „Europastraße Historische Theater“ dienen.
Ursprünglich sollte die Gesamtroute aus fünf Teilrouten bestehen, die bis 2009 fertig sein sollten, und zwar aus der „Deutschlandroute“ (ab 2007), der „Nordischen Route“ (ab 2008), der „Kanal-Route“ (ab 2008), der „Italien-Route“ (ab 2009) und der „Kaiser-Route“ (ab 2009).

## Routen

### Ärmelkanal-Route

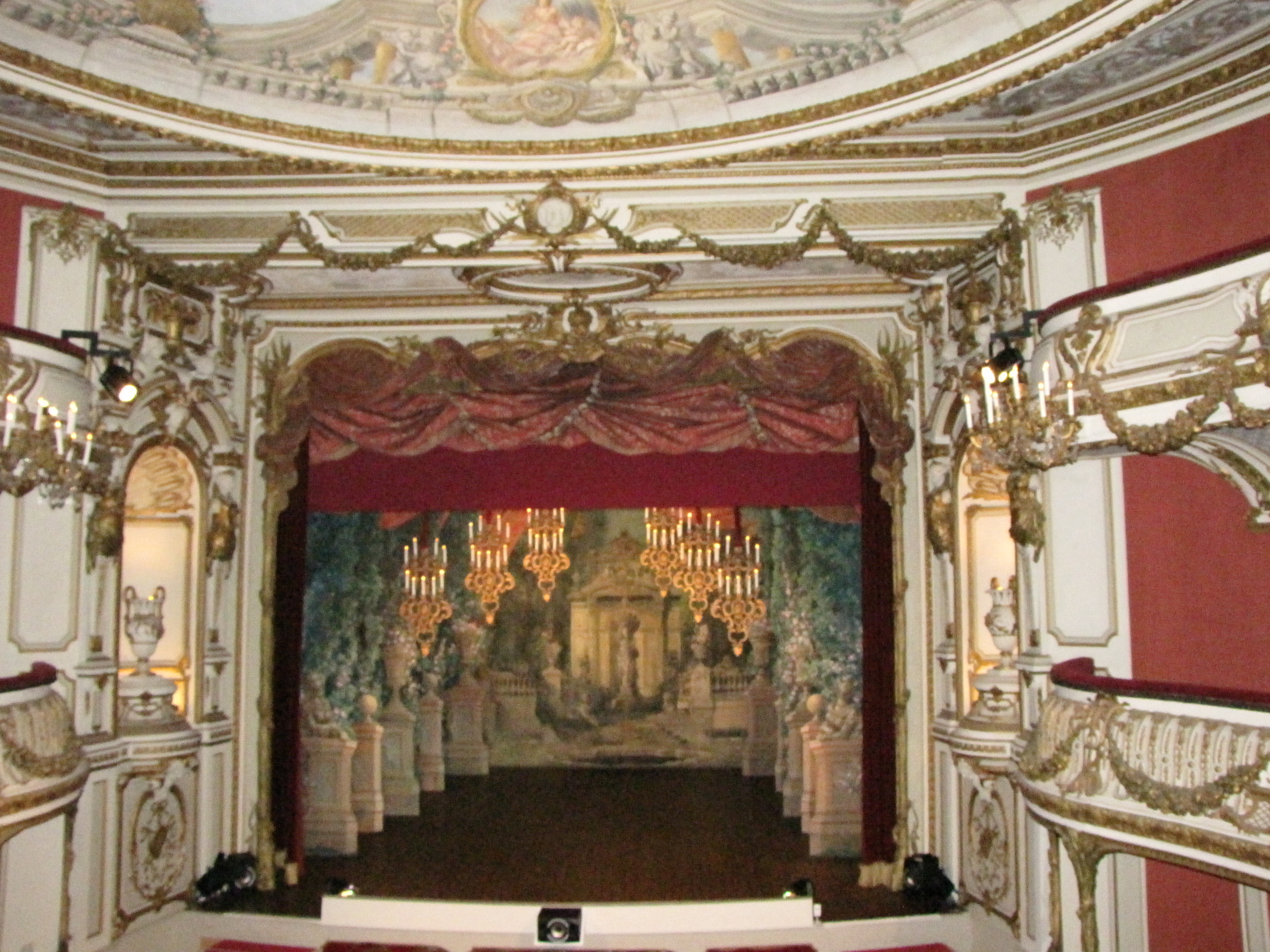
Das Théâtre du Château de Chimay

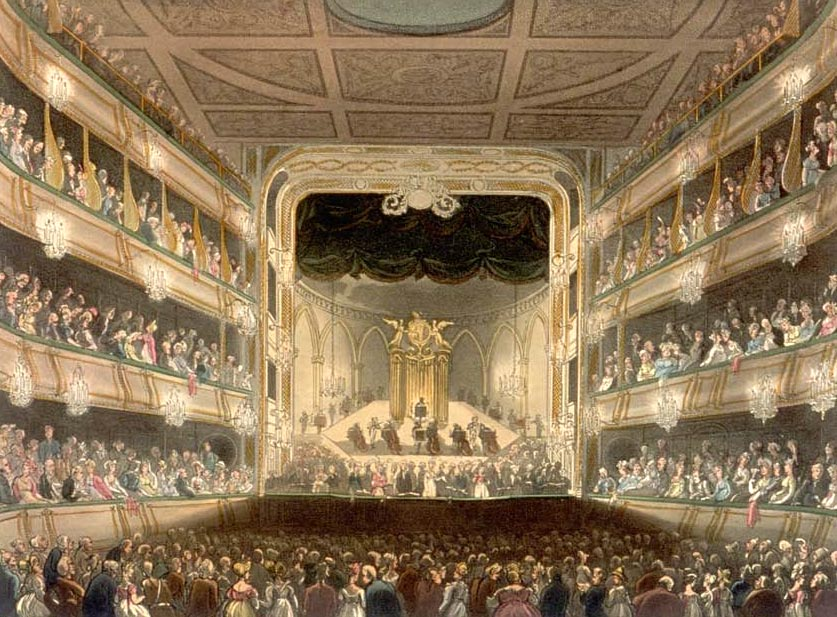
Das Royal Opera House Illustration von 1808

- Chimay (Belgien) – Théâtre du château, 1861 bis 1863 vom französischen Architekten und Bühnenbildner Charles-Antoine Cambon (1802–1875) nach dem Vorbild des ersten Schlosstheaters in Fontainebleau erbaut.
- Gent (Belgien) – Opera, 1840 eingeweihtes luxuriöses, von Industriellen finanziertes Opernhaus.
- Brüssel (Belgien) – Théâtre Royal du Parc, entstanden im Jahr 1782 als Ergänzung eines Vauxhall, eines Lustgartens mit Café im Freien nach englischem Vorbild am Rande eines Parks. Architekt war Louis Montoyer.
- Leiden (Niederlande) – Schouwburg, erstes öffentliches Theater Hollands, errichtet 1705 von Schauspieler Jacob van Rijndorp, Erweiterung 1865 durch den Architekten Jan Willem Schaap.
- Bury St Edmunds (England) – Theatre Royal, 1819 vom Architekten William Wilkins errichtetes neoklassizistisches Theater im Regency-Stil.
- London (England) – Das seit 1732 existierende Theater Royal und heutige Royal Opera House in Covent Garden und das Theatre Royal Drury Lane; das Theater Royal in Covent Garden wurde 1848 zum Opernhaus, das Gebäude stammt von 1858; Royal Drury Lane eröffnete 1663, das heutige Theater stammt von 1812, der Zuschauerraum von 1922.
- Craig-y-Nos (Wales) – Adelina Patti Theatre, die Sopranistin Adelina Patti ließ sich 1891 von den Architekten Bucknall & Jennings ihr Privattheater erbauen.
- Nottingham (England) – The Malt Cross, historische Theater- und Musikhalle, heute Café/Bar mit kulturellen Veranstaltungen.
- Richmond (England) – Georgian Theatre Royal, Stadttheater und Theatermuseum, 1788 eröffnet, 1848 geschlossen und 1963 wiedereröffnet, besterhaltenes Theater aus Georgianischer Zeit.

### Deutschland-Route

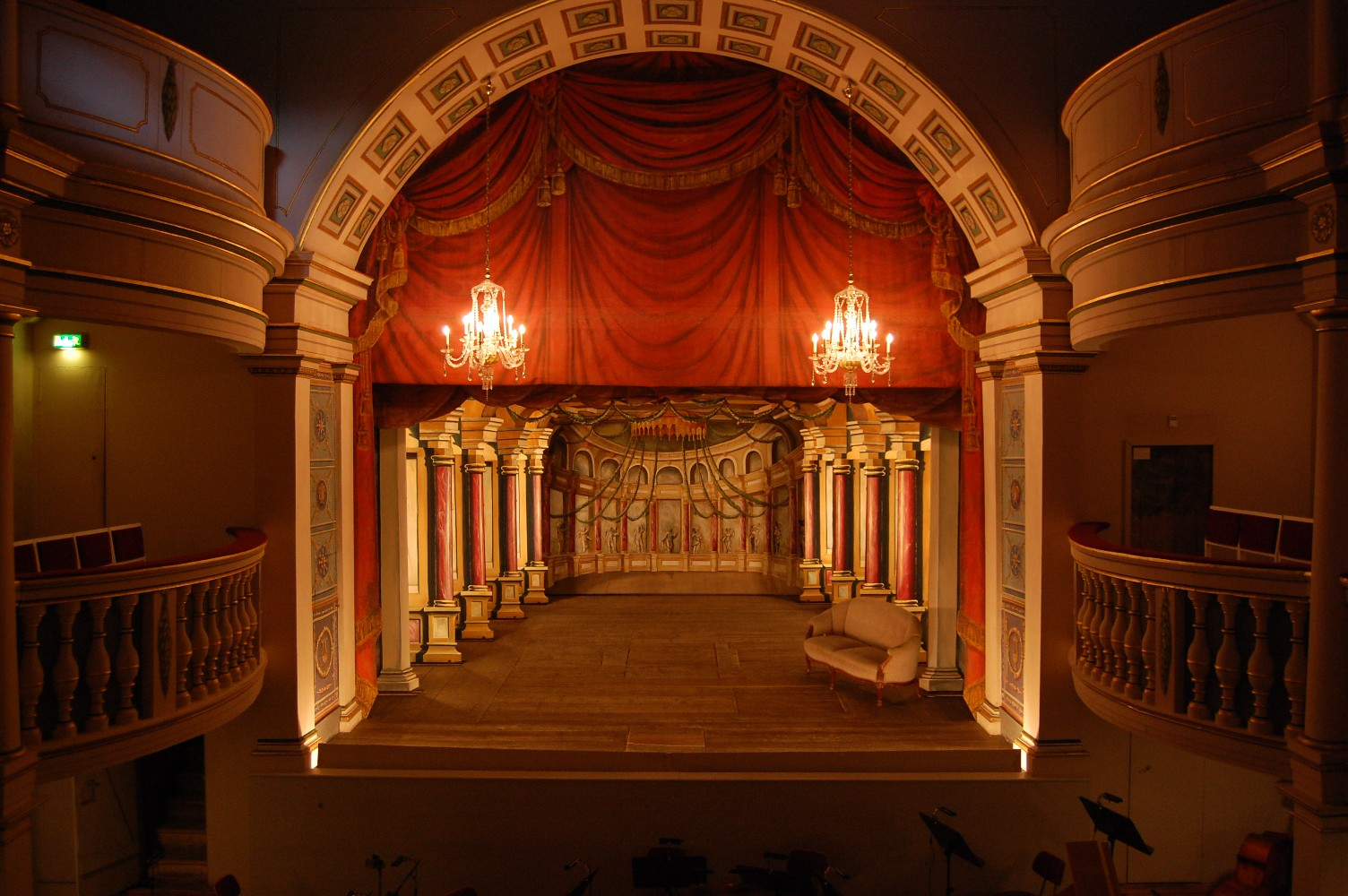
Bühne des Ekhof-Theaters

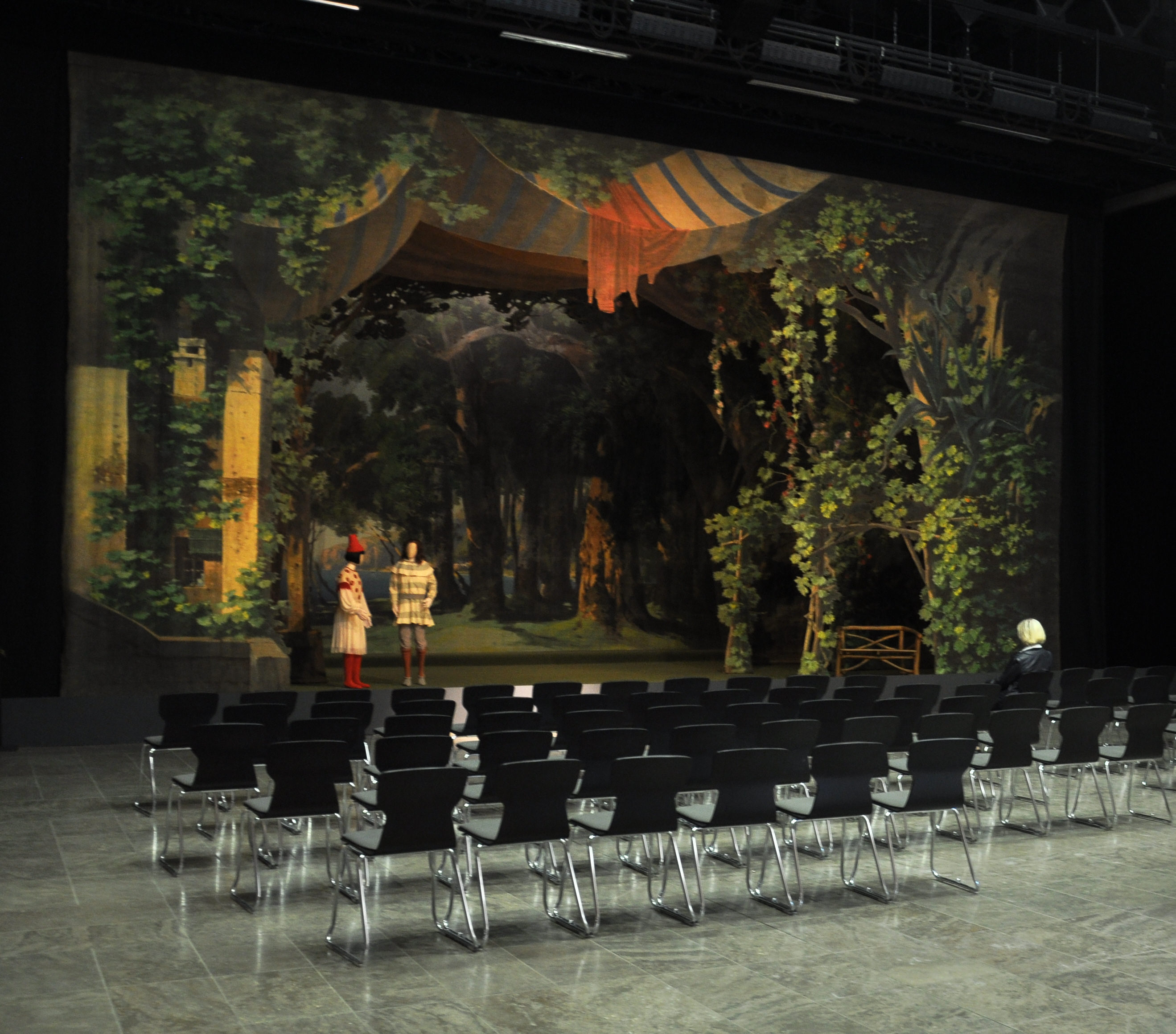
Theatermuseum Meiningen, Bühnenbild Wintermärchen

- Putbus – Theater Putbus, 1821 eröffnet und 1826 umgestaltet im Stil des norddeutschen Klassizismus.
- Neubrandenburg – Schauspielhaus, barocker Fachwerkbau aus Lehmziegeln von 1793/1794, errichtet als Sommerspielstätte für das Hoftheater von Herzog Adolf Friedrich IV. von Mecklenburg-Strelitz.
- Potsdam – Rokokotheater im Neuen Palais im Park Sanssouci, von 1763 bis 1769 unter dem preußischen König Friedrich II. eingerichtet.
- Bad Lauchstädt – Goethe-Theater, Johann Wolfgang von Goethe ließ 1802 dieses Theater nach seinen Vorstellungen als Sommerspielstätte errichten.
- Großkochberg – Liebhabertheater im Schloss Kochberg von 1800, ehemaliger Landsitz von Charlotte von Stein.
- Gotha – Ekhof-Theater, wurde 1681–1683 in einem Eckturm von Schloss Friedenstein eingerichtet und ist in der originalen Fassung von 1775 erhalten, gilt als Ursprung des modernen deutschen Theaters.
- Meiningen – Theatermuseum und Hoftheater, bedeutende nachhaltige Bühnenreform unter Herzog Georg II., erstes Hoftheater 1831, heutiges von 1909, Architekt: Karl Behlert; Theatermuseum (seit 1999) mit Bühnenbildern aus der Reformzeit.
- Bayreuth – Markgräfliches Opernhaus, Markgräfin Wilhelmine ließ das Opernhaus 1746–1750 erbauen, außen im französischen Klassizismus, innen im italienischen Barock, entworfen von Giuseppe Galli da Bibiena. 2012 erhob die UNESCO das Gebäude zum Weltkulturerbe.
- Ludwigsburg – Schlosstheater im Residenzschloss Ludwigsburg, das Theater wurde ab 1758 von Philippe de la Guêpière für Herzog Carl Eugen von Württemberg eingerichtet, 1812 Umbau des Zuschauerraums im klassizistischen Stil, bespielt bis 1853 und noch heute vollständig erhalten.
- Schwetzingen – Rokokotheater, errichtet  1752/1753 vom Architekten Nicolas de Pigage, ältestes erhaltenes Rangtheater Europas.
- Hanau – Comoedienhaus Wilhelmsbad, auf der ehemaligen Kuranlage Wilhelmsbad, eröffnet am 8. Juli 1781 nach den Plänen von Franz Ludwig von Cancrin.
- Koblenz – Theater Koblenz, Kurfürst und Bischof Clemens Wenzeslaus von Sachsen ließ ein Komödien-, Opern-, Ball- und Assemblée-Haus errichten, das am 23. November 1787 eingeweiht wurde.[6]

Die Deutschland-Route wurde im November 2007 vom damaligen Tourismusbeauftragten der Bundesregierung Ernst Hinsken (CSU) und dem Präsidenten von Perspectiv eröffnet.

### Nordische Route

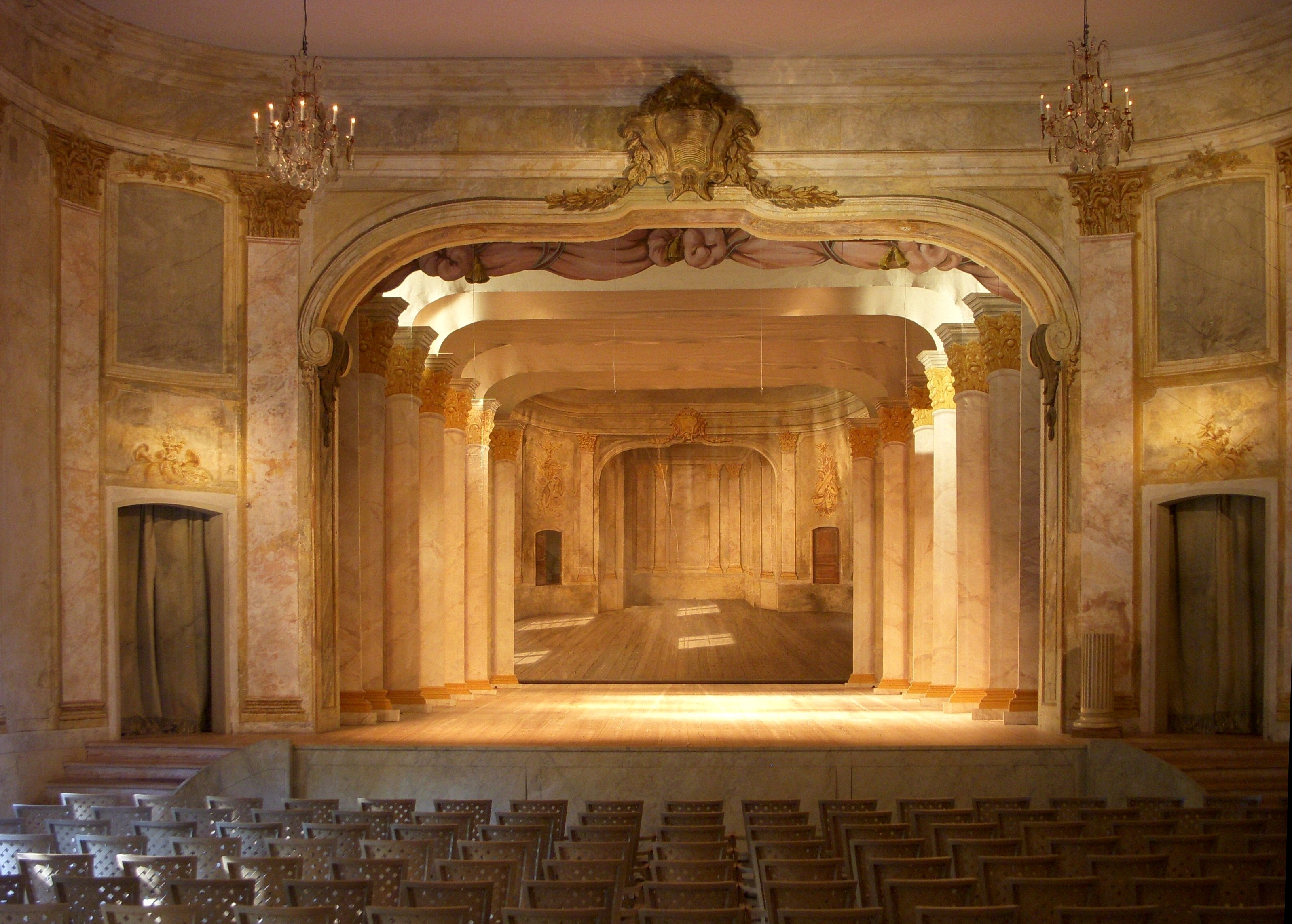
Salon und Bühne im „Confidensen“, 2011.

- Drottningholm, bei Stockholm (Schweden) – Schlosstheater Drottningholm erbaut 1766 von Carl Fredrik Adelcrantz.
- Solna (Schweden) – Rokokotheater Confidensen, ältestes Theaterinterieur Schwedens im Theater von Schloss Ulriksdal, 1753 vom Architekten Carl Fredrik Adelcrantz errichtet.
- Hedemora (Schweden) – Altes Theater, von 1829 bis 1888 bespieltes typisches Scheunentheater, wiedereröffnet 1946.
- Vadstena (Schweden) – Altes Theater, ältestes noch als Bühne genutztes bürgerliches Theater Schwedens, seit 1825 bespielt.
- Ystad (Schweden) – restauriertes Stadttheater von 1894, umfangreiche Sammlung von Bühnenbildern des schwedischen Theatermalers Carl Ludvig Grabow.
- Halden (Norwegen) – Fredrikshald Theater, 1838 nach den Plänen von Balthazar Nicolai Garben erbaut.
- Aarhus (Dänemark) – Theater Helsingör, Gebäude stammt aus dem Jahre 1817 und stand ursprünglich in Helsingør, 1961 dort abgerissen und im Freilichtmuseum Den Gamle By wiederaufgebaut.
- Kopenhagen (Dänemark) – Hoftheater im Schloss Christiansborg, ein Werk des Architekten Elias David Häusser, von 1733 bis 1745 errichtet.
- Rønne (Dänemark) – Theater Rønne, errichtet zwischen 1789 und 1823, Kulturzentrum der Insel Bornholm

Die Nordische Route wurde im Frühjahr 2008 eröffnet.

### Kaiser-Route

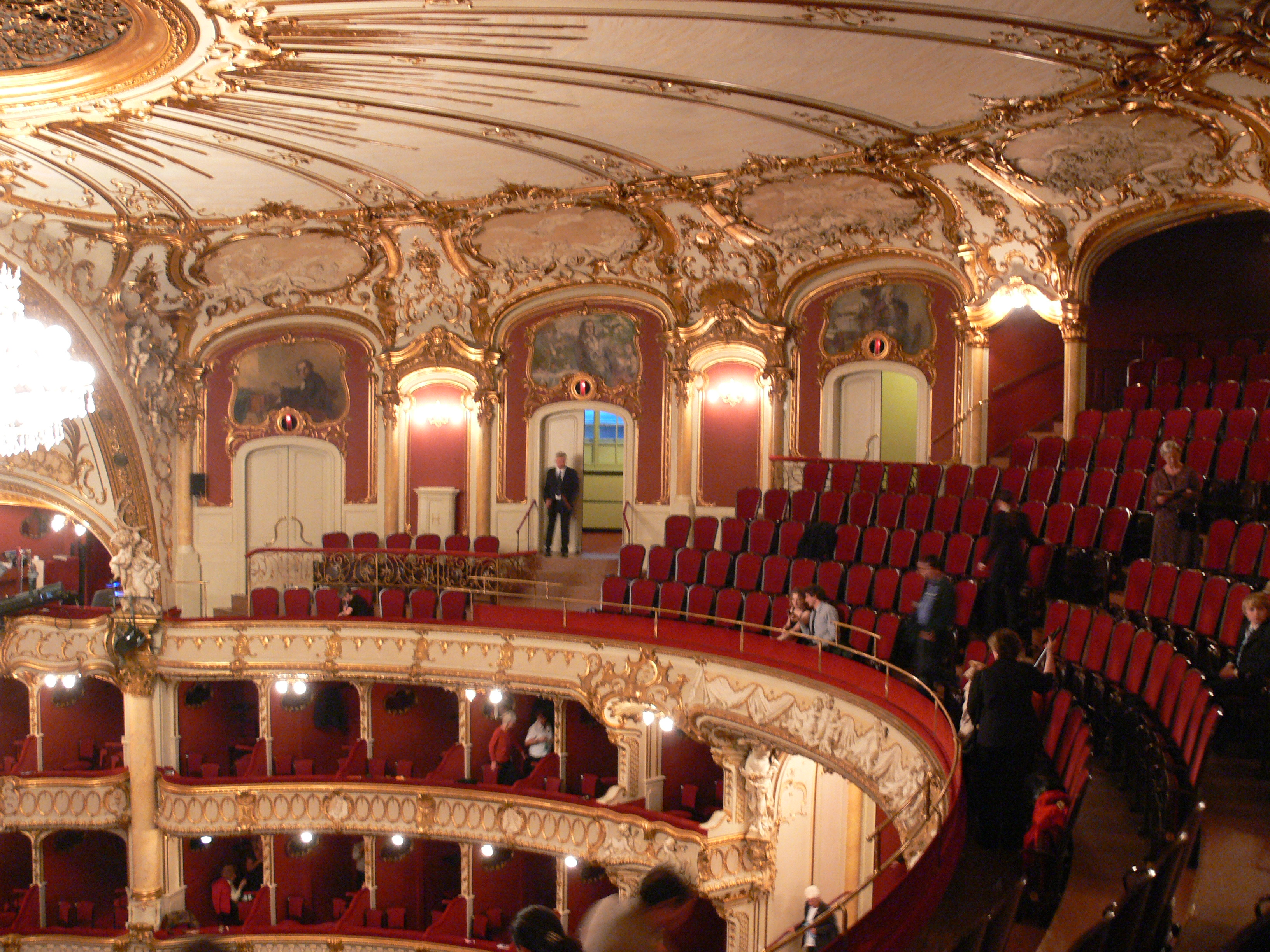
Opernhaus Graz, Zuschauer-Galerien

- Graz (Österreich) – Opernhaus Graz, 1899 erbaut von den Architekten Fellner & Helmer und das Schauspielhaus Graz (1779/1825/1965), wo drei Epochen zusammentreffen.
- Wien (Österreich) – Theater an der Wien von 1801, von hier gingen wichtige Impulse für die österreichische Theatergeschichte aus.
- Grein (Österreich) – Stadttheater Grein (1791), älteste bürgerliche Theater Österreichs.
- Weitra (Österreich) – Schlosstheater, erbaut 1885, Saaltheater mit Wiener Einfluss.
- Český Krumlov (Tschechien) – Schlosstheater von 1768, UNESCO-Welterbe, komplett erhaltenes Barocktheater.
- Litomyšl (Tschechien) – vollständig erhaltenes Schlosstheater von 1798, integriert in einen Renaissance-Palast von 1581, UNESCO-Welterbe.
- Schloss Kačina (Tschechien) – Klassizistisches Bauwerk von 1851, das Schlosstheater ist noch mit originaler Bühnentechnik und Kulissen aus dem 19. Jahrhundert ausgestattet.
- Mnichovo Hradiště (Tschechien) – Schlosstheater, Ort des Dreikaisertreffens der Heiligen Allianz 1833, vollständig erhalten.
- Prag (Tschechien) – Ständetheater (1783/1859), steht für 200 Jahre tschechische Theatergeschichte.

### Alpenroute
- Ottobeuren (Bayerisch Schwaben, Deutschland) – Klostermuseum Ottobeuren
- Solothurn (Kanton Solothurn, Schweiz) – Stadttheater (ältestes Barocktheater der Schweiz)
- Bellinzona (Kanton Tessin, Schweiz) – Teatro Sociale Bellinzona
- Flintsbach am Inn (Oberbayern, Deutschland) – Volkstheater Flintsbach (zweitältestes Volkstheater Deutschlands)
- Mézières (Kanton Waadt, Schweiz) – Théatre du Jorat
- München (Oberbayern, Deutschland) – Münchner Kammerspiele
- München – Prinzregententheater[8]

### Norditalienische Route

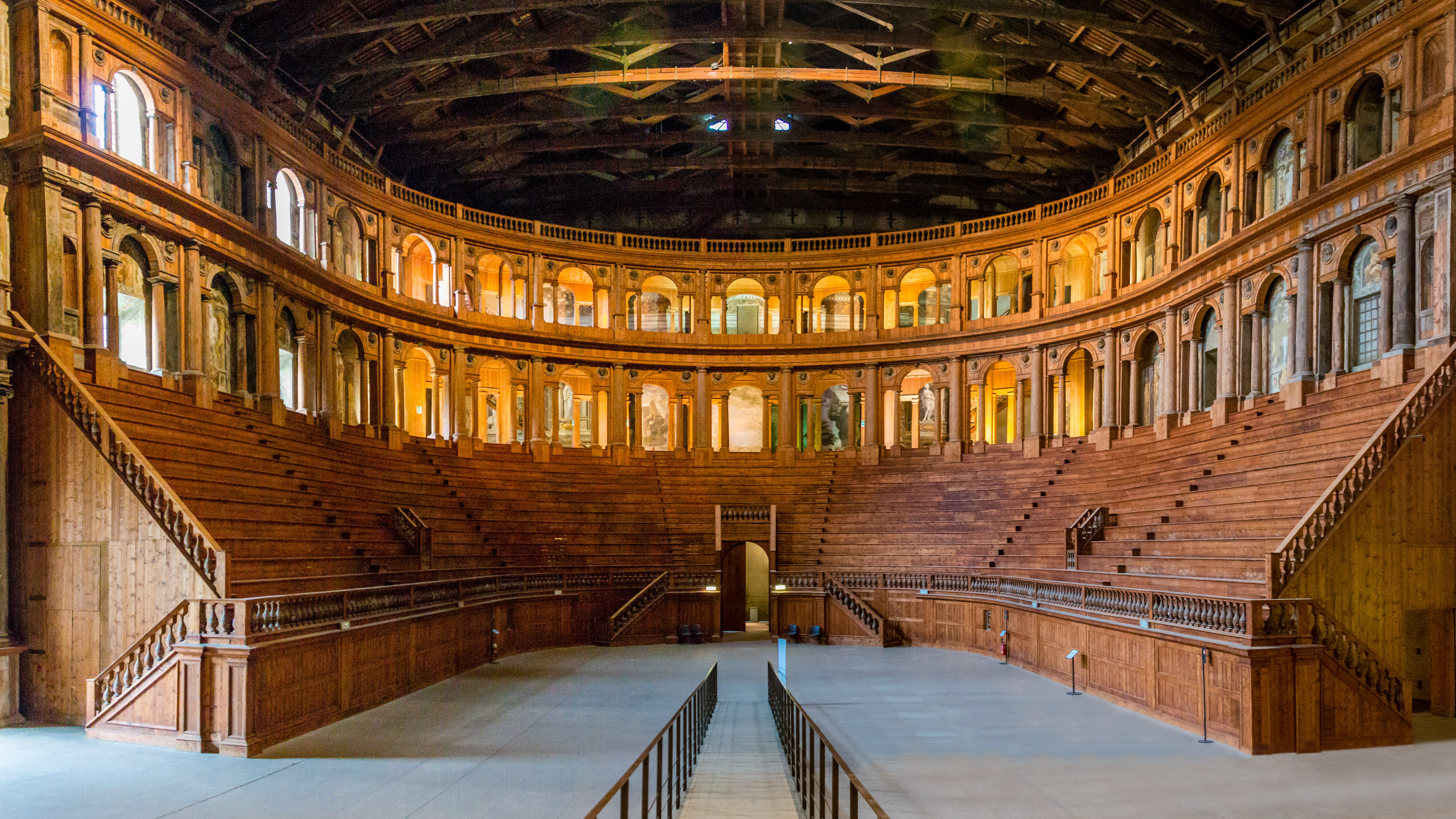
Zuschauerraum des Teatro Farnese

- Vicenza – 1580 bis 1585 erbautes Teatro Olimpico, erstes überdachtes Theater der Neuzeit in Europa, Architekt: Andrea Palladio.
- Sabbioneta – erstes freistehendes Theater der Neuzeit, Teatro Olimpico, erbaut von 1588 bis 1590 vom Architekten Vincenzo Scamozzi nach dem Vorbild des Teatro Olimpico in Vicenza.
- Parma – Teatro Farnese am Palazzo della Pilotta, errichtet 1617/1618 von Giovanni Battista Aleotti.
- Mantua – wissenschaftliches Theater Teatro Scientifico, entstand von 1767 bis 1769 für die Accademia degli Invaghiti nach Plänen von Antonio Galli da Bibiena.
- Carpi – Stadttheater, 1861 erbautes, typisch italienisches Logentheater.
- Bologna – Stadttheater, wurde nach den geänderten Originalplänen des Architekten Antonio Galli da Bibiena am 14. Mai 1763 eröffnet.
- Bologna – Theater der Villa Aldrovandi Mazzacorati, original erhaltenes kleines Theater in einer Villa, eröffnet am 24. September 1763.
- San Giovanni in Persiceto – Stadttheater, im Jahre 1626 einen Saal als Theater eingerichtet, 1659 Umbau zu einem Theater mit Logenrängen, Zuschauerraum 1790 ersetzt vom Architekten Giuseppe Tubertini.
- Faenza – Stadttheater Masini, in einem Innenhof der Piazza del Popolo, 1788 vom Architekten Giuseppe Pistocchi erbaut.
- Cesena – Teatro Bonci, neoklassizistisches Gebäude, errichtet zwischen 1843 und 1846 nach Plänen des Architekten Vincenzo Ghinelli.

## Finanzierung
Im Förderzeitraum 2007–2013 wurde die Kulturstraße mit 1.236.000 € aus dem Programm „KULTUR“ der Europäischen Union zu 50 % kofinanziert. Mit der Erweiterung der „Straße“ auf die vorgesehene Anzahl von zwölf Routen im März 2017 lief die Förderung durch die EU planmäßig aus. Ursprünglich war vorgesehen gewesen, das Projekt über einen Zeitraum von zwei Jahren mit insgesamt 400.000 € zu fördern.

## Arbeit des Trägervereins 2012–2017
Entsprechend den Bedingungen, unter denen die EU dem Verein „Perspectiv“ eine Förderung zugesagt hatte, nahm dieser die folgenden Aufgaben in Angriff:
- Bis 2017 wurden sämtliche noch erhaltenen historischen Theaterbauten in ganz Europa recherchiert und erstmals in Form einer frei zugänglichen Online-Datenbank präsentiert.
- Die „besterhaltenen und interessantesten Theatergebäude aus jeder Epoche“ wurden ausgewählt und zu einer durchgehenden touristischen Kulturstraße verbunden, die durch ganz Europa führen soll; diese Europastraße besteht aus 12 Teilrouten, jede mit 10 bis 12 Theatern; circa alle sechs Monate wurde eine neue Route eröffnet.
- Die Europastraße wurde in vielen Ländern mit Faltblättern, Pressearbeit usw. beworben.
- Eine Wanderausstellung wurde kreiert, die die Theater im Kontext präsentierte, unter dem Titel: „Die Geschichte Europas – erzählt von seinen Theatern“; sie wurde am 9. Februar 2015 in Warschau eröffnet und auch an anderen Standorten der Gesamtroute präsentiert.
- Die Zusammenarbeit unter den Partnern und den circa 120 Theatern in über 30 Ländern wurde ausgebaut, vor allem in Form von regelmäßigen Routentreffen und einer jährlichen Konferenz mit Vertretern aller Theater.[11]